# Italien-Runensteine

Süditalien im 10. Jahrhundert

Italien-Runensteine (englisch Italy runstones) heißen Runensteine für Waräger, die im Katepanat Italien (Longobardia) starben.
Über 130 Runensteine werden analog zu markanten benutzten Worten in sieben Gruppen unterteilt: England- (30), Griechenland- (30), Hakon-Jarl- (3), Ingvar- (26), Italien- (4), Ostsee- (Baltikum und Finnland betreffend – 14 Steine) und etwa 30 Waräger-Runensteine (Russland, Weißrussland, die Ukraine und angrenzende Gebiete betreffend), die es auch in Dänemark und Norwegen in je einem Exemplar gibt. Die Runensteine wurden im späten 11. Jahrhundert aufgestellt und befinden sich ausschließlich in Schweden.

## Historischer Hintergrund

Seit dem 10. Jahrhundert sind Waräger bekannt, die als Krieger im Dienst des Byzantinischen Reiches standen, vor allem in der Warägergarde, einer Eliteeinheit.
Das Byzantinische Reich umfasste im 11. Jahrhundert auch das Katepanat Italien. Dieses wurden wiederholt von benachbarten langobardischen Städten und normannischen Söldnern angegriffen. Das Gebiet ging langsam verloren. Am 15. April 1071 wurde als letzter byzantinischer Stützpunkt Bari, Hauptstadt von Longobardia, von den Normannen erobert. Die auf den Runensteinen erwähnten Personen starben wahrscheinlich bei einem dieser Angriffe.

## Runensteine

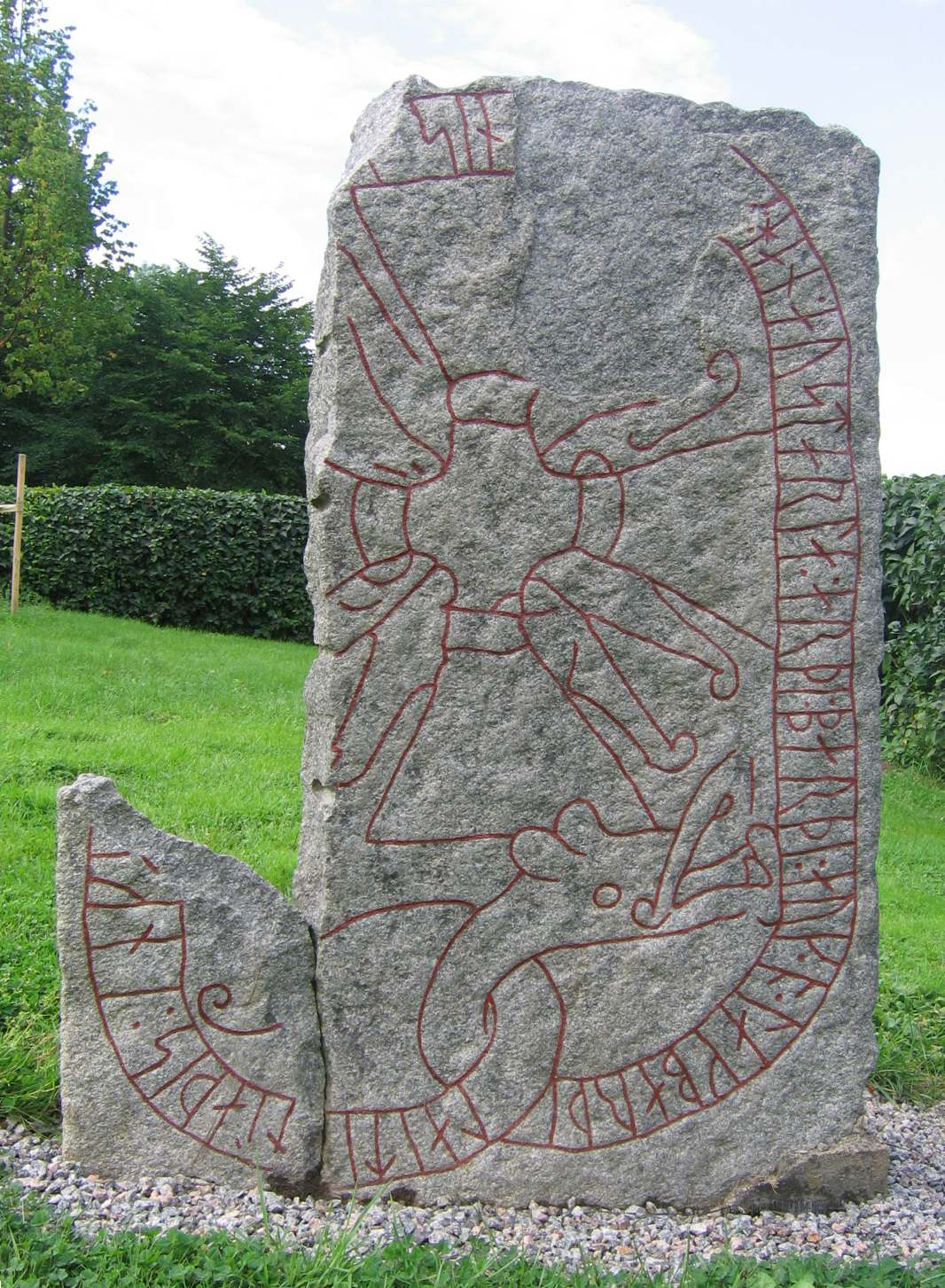
Sö 65 von Djulefors

Runensteine für Männer, die in „Langbarðaland“, der nordische Name für Italien, starben.
Uppland:
U 133, U 141,
Södermanland:
Sö Fv1954;22 und Sö 65